# أغذية ذات مصدر حيواني

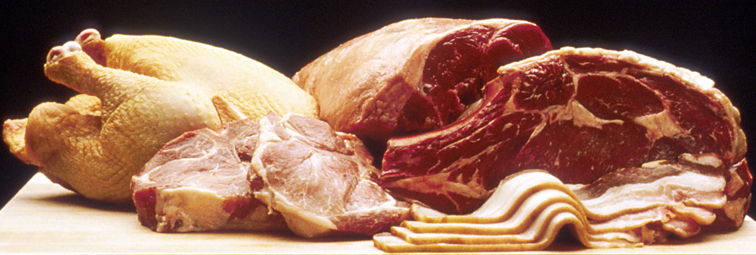
اللحوم النيئة المختلفة

تشتمل الأغذية الحيوانية المصدر (ASF) على العديد من المواد الغذائية التي تأتي من مصدر حيواني مثل اللحوم والحليب والبيض والجبن ولبن الزبادي. لا يستهلك كثير من الأفراد الأغذية حيوانية المصدر أو يستهلكونها بمقادير قليلة إما عن طريق الاختيار الشخصي أو الضرورة لأن ASF قد لا يكون متاحًا أو متاحًا لهؤلاء الأشخاص.

## تغذية الأطعمة مصدر حيواني

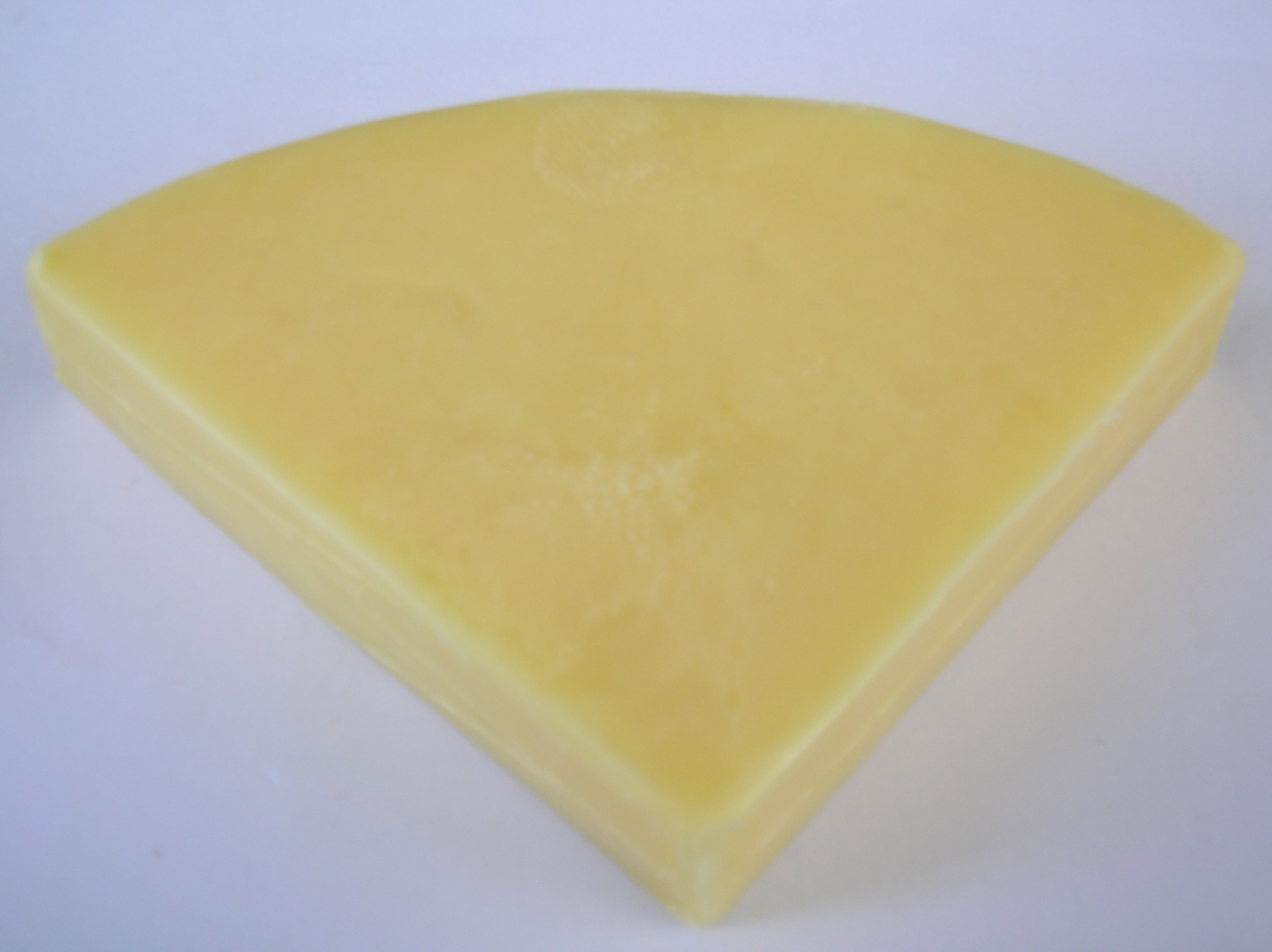
الجبن Dunlop من ايرشاير، اسكتلندا.

بالإضافة إلى تناول فيتامين أ وفيتامين ب 12 وفيتامين د، يمكن أيضًا العثور على جميع الفيتامينات الموجودة في الأطعمة الحيوانية المصدر في الأطعمة المشتقة من النباتات. ومن الأمثلة على ذلك التوفو لاستبدال اللحوم (يحتوي كلاهما على البروتين بكميات كافية)، وبعض الأعشاب البحرية والخضار مثل الكومبو واللفت على التوالي لتحل محل منتجات الألبان كحليب (يحتوي كلاهما على الكالسيوم بكميات كافية). هناك بعض العناصر الغذائية النادرة التي يمكن العثور عليها بكثافة كافية في الأغذية النباتية. أحد الأمثلة على ذلك هو الزنك، الاستثناء سيكون بذور اليقطين التي تم غمرها لتحسين الهضم. يمكن للألياف زيادة في هذه الأطعمة أيضا جعل امتصاص صعبة. من الممكن حدوث نقص في هذه العناصر الغذائية إذا لم يكن النباتيون حذرين للغاية ومستعدين لتناول كميات كافية من هذه الأطعمة النباتية الاستثنائية. ومن الطرق الجيدة للعثور على هذه الأطعمة البحث عنها على أحد قواعد بيانات تحليل المغذيات عبر الإنترنت. على سبيل المثال سيكون feeddata.com.
معظم الناس يأكلون نظاماً غذائياً قديماً (يشتمل على أغذية مصدر حيواني وأطعمة مصدر نباتي) بالرغم من أن بعض الحضارات قد أكلت الأطعمة الحيوانية فقط. على الرغم من أن اتباع نظام غذائي صحي يحتوي على جميع العناصر الأساسية والمغذيات الدقيقة الأساسية قد يكون ممكنا فقط عن طريق استهلاك نظام غذائي نباتي (مع فيتامين B12 الذي يتم الحصول عليه من المكملات الغذائية إذا لم يتم استهلاك الأطعمة من المصادر الحيوانية)، فإن بعض السكان غير قادرين على استهلاك كمية كافية أو مجموعة متنوعة من هذه النباتات العناصر القائمة على الحصول على كميات مناسبة من المواد الغذائية، لا سيما تلك التي توجد في تركيزات عالية في ASF. وكثيراً ما يكون أكثر السكان تعرضاً لهذه العيوب من المغذيات الدقيقة هم النساء الحوامل والرضع والأطفال في البلدان النامية. في ثمانينيات القرن العشرين، وجد برنامج دعم البحوث التعاونية في مجال التغذية (NCRSP) أن ستة من المغذيات الدقيقة كانت منخفضة في الأنظمة الغذائية النباتية في الغالب للأطفال في المناطق التي تعاني من سوء التغذية في مصر والمكسيك وكينيا. هذه المغذيات الدقيقة الستة هي فيتامين أ وفيتامين ب 12 والريبوفلافين والكالسيوم والحديد والزنك. ASF هي المصدر الغذائي الوحيد لفيتامين B12. كما يوفر ASF بروتين عالي القيمة البيولوجية، والطاقة، والدهون مقارنة مع مصادر الغذاء النباتية.

## الآثار الصحية لنقص المغذيات الدقيقة
جميع المغذيات الدقيقة الست الموجودة في كل من ASF وفيتامين A وفيتامين B12 والريبوفلافين والكالسيوم والحديد والزنك تلعب دوراً حاسماً في نمو وتطور الأطفال. ويرتبط عدم كفاية المخزونات من هذه المغذيات الدقيقة، سواء الناتجة عن عدم كفاية المدخول أو سوء الامتصاص، بسوء النمو، وفقر الدم (فقر الدم بسبب نقص الحديد وفقر الدم الكبير الحجم)، والكساح، والعمى الليلي، وإعاقة الأداء الإدراكي، والعجز العصبي العضلي، وتقلص القدرة على العمل، والاضطرابات النفسية. الموت. بعض هذه الآثار، مثل ضعف التطور المعرفي من نقص الحديد، لا رجعة فيها. ومع ذلك، أظهرت الأغذية ASF لرفع مخاطر الإصابة بأمراض القلب والسكري والسرطان والسمنة وغيرها من الأمراض التي يمكن الوقاية منها بسبب ارتفاع مستويات الدهون المشبعة والكولسترول.

## المكملات الغذائية الحيوانية المصدر
يرتبط نقص المغذيات الدقيقة بالتطور الإدراكي المبكر البائس. ينبغي أن تستهدف البرامج المصممة لمعالجة هذه العيوب في المغذيات الدقيقة الرضع والأطفال والنساء الحوامل. لمعالجة هذه العيوب الهامة من المغذيات الدقيقة، قام بعض الباحثين والممارسين الصحيين العالميين بتطوير وتوجيه برنامج وجبة خفيفة في أطفال المدارس في كينيا. ومع ذلك، فإن بعض المجتمعات النباتية هي لأسباب دينية أو ثقافية. يجب بذل الجهود لتطوير تدخلات مناسبة ثقافياً لمعالجة نقص المغذيات الدقيقة في هؤلاء السكان، مثل من خلال إغناء الأغذية.

## إنتاج الغذاء مصدر حيواني
وفقاً لمبادرة الأمم المتحدة لعام 2006، يظهر قطاع صناعة الثروة الحيوانية كواحد من أهم اثنين أو ثلاثة من أهم المساهمين في المشكلات البيئية الأكثر خطورة، على كل مستوى من المستوى المحلي إلى العالمي. "وعلى هذا النحو، عادةً ما يكون استخدام الأغذية المشتقة من النباتات على الرغم من ذلك، فإن تربية حيوانات معينة يمكن أن تكون سليمة بيئياً أكثر من غيرها، ووفقاً لتقرير معهد فارالونيس من عام 1976، فإن تربية الأرانب والدجاج (على طريقة مدروسة) للأغذية يمكن وعلى هذا، فإن إنتاج اللحوم والمنتجات الأخرى، مثل البيض، يمكن اعتباره صديقًا للبيئة (إذا تم ذلك بطريقة صناعية عالية الكفاءة)، بالإضافة إلى رفع الماعز (لحليب الماعز). واللحوم) يمكن أيضا أن تكون صديقة للبيئة إلى حد كبير وقد تم تفضيلها من قبل بعض النشطاء البيئيين، مثل المهندس غاندي]].